# Anita Brügel-Petrikat
Anita Brügel-Petrikat (* 2. Juni 1920 in Romeyken; † 2000 in Stuttgart) war eine deutsche Malerin.

## Leben
Die aus Ostpreußen stammende Künstlerin studierte 1956 bei Beni Grünhaupt und Hans Schreiner und 1957 bis 1961 an der Staatlichen Akademie der Bildenden Künste Stuttgart bei Manfred Henninger.

## Künstlerisches Schaffen
Zum Werk der Malerin heißt es im Allgemeinen Künstler-Lexikon (Bd. 14, 1996, S. 478): „Mit aus der Farbe heraus komponierten Landschaften (Aquarell, Öl, Pastell) löst Brügel-Petrikat sich aus der Gegenständlichkeit.“

## Ausstellungen
- 1967 Kunsthaus Schaller, Stuttgart
- 1970 Galerie Flohmarkt, Tübingen
- 1971 Galerie Greiner, Stuttgart
- 1973 Schloß Bauschlott, Neulingen
- 1975 Kulturring, Bad Wurzach